# Klubi Futbollistik Skënderbeu Korçë
El KF Skënderbeu Korçë es un club de fútbol albanés, situado en la ciudad de Korçë, distrito de Korçë. Fue fundado en 1909 y juega en la Kategoria e Parë, segunda división de Albania.

## Historia
Fue fundado en 1923. No fue el primer equipo fundado de la ciudad de Korçë, pero con el tiempo se convirtió en uno de los equipos más populares de Albania, logrando su primer título en 1930 en el primer torneo de liga en Albania.

## Entrenadores
- Qemal Omari (1932-1938)
- Tato Bimbli (1945-1950)
- Spiro Koçe (1950-1957)
- S. Qirinxhi (1957-1961)
- M. Prodani (1961-1966)
- Ilia Shuke (1966-1975)
- Aleko Pilika (1975-1982)
- Kosta Koça (1982-1984)
- Jani Kaçi (1987-1995)
- Edmond Gëzdari (1995-1996)
- Jani Kaçi (1996)
- Aleko Pilika (1997)
- Stefi Lubonja (1997)
- Gjergji Ballço (1998-1999)
- Luan Deliu (1999-2000)
- Gjergji Ballço (2000)
- Jani Kaçi (2001)
- Jani Kaçi (2002-2004)
- Mirel Josa (2005 - 18 Feb 2006)
- Gjergji Ballço (18 Feb 2006 - 22 Feb 2006)
- Agim Canaj (22 Feb 2006 -)
- Faruk Sejdini ( - 10 Nov 2007)
- Renato Rrapo (10 Nov 2007 - 31 Dic 2008)
- Indrit Fortuzi (1 Ene 2009 - May 2009)
- Gerd Haxhiu (Jul 2009 - 31 Dic 2009)
- Andrea Marko (1 Ene 2010 - 7 Feb 2010)
- Mirel Josa (7 Feb 2010 - May 2010)
- Shkëlqim Muça (Jul 2010 - 17 Feb 2011)
- Shpëtim Duro (17 Feb 2011 - 11 Oct 2011)
- Stanislav Levý (11 Oct 2011 – May 2012)
- Mirel Josa (Jul 2012 – May 2016)
- Andrea Agostinelli (Jun 2016 - Dic 2016)
- Ilir Daja (Ene 2017 - Jun 2018)
- Orges Shehi (Jul 2018 – Jun 2019)
- Ilir Daja (Ago 2019 - Ago 2020)
- Julian Ahmataj (Ago 2020 - Ene 2021)
- Migen Memelli (Ene 2021 - Mar 2022)
- Skënder Gega (Mar 2022 - May 2022)
- Gentian Lici (May2022 - )

## Estadísticas en competiciones UEFA
- Mayor goleada:
  - 06/07/2017,  Sant Julià 0-5  Skënderbeu,  Andorra la Vieja
- Mayor derrota:
  - 20/07/2011,  APOEL Nicosia FC 4-0 Skënderbeu,  Nicosia
- Disputados en UEFA Champions League: 4
- Disputados en UEFA Europa League: 1
- Más partidos disputados:10
  -  Orges Shehi
  -  Marko Radaš
  -  Nurudeen Orelesi
- Máximo goleador: 2
  -  Blendi Shkembi

## Palmarés

### Torneos nacionales (11)
- Primera División (7):

1933, 2010/11, 2011/12, 2012/13, 2013/14, 2014/15, 2017/18
- Segunda División (3):

1975/76, 2006/07, 2022/23
- Copa de Albania (1):

2017/18
Finalista (5): 1958, 1964/65, 1975/76, 2011/12, 2016/17
- Supercopa de Albania (3):

2013, 2014, 2018
- SuperSport Trophy (1):

2011

## Participación en competiciones de la UEFA
| Temporada | Torneo                | Ronda             | Club               | Casa      | Visita | Global      |
| --------- | --------------------- | ----------------- | ------------------ | --------- | ------ | ----------- |
| 2011-12   | UEFA Champions League | 2ª Clasificatoria | APOEL              | 0–2       | 0–4    | 0–6         |
| 2012-13   | UEFA Champions League | 2ª Clasificatoria | Debrecen           | 1–0       | 0–3    | 1–3         |
| 2013–14   | UEFA Champions League | 2ª Clasificatoria | Neftchi Baku       | 1–0 (aet) | 0–0    | 1–0         |
| 2013–14   | UEFA Champions League | 3ª Clasificatoria | Shakhter Karagandy | 3–2       | 0–3    | 3–5         |
| 2013–14   | UEFA Europa League    | Playoff           | Chornomorets Odesa | 1–0 (aet) | 0–1    | 1–1 (6–7 p) |
| 2014-15   | UEFA Champions League | 2ª Clasificatoria | BATE               | 1–1       | 0–0    | 1–1         |
| 2015-16   | UEFA Champions League | 2ª Clasificatoria | Crusaders          | 4–1       | 2–3    | 6–4         |
| 2015-16   | UEFA Champions League | 3ª Clasificatoria | Milsami Orhei      | 2–0       | 2–0    | 4–0         |
| 2015-16   | UEFA Champions League | Playoff           | Dinamo Zagreb      | 1–2       | 1–4    | 2–6         |
| 2015-16   | UEFA Europa League    | Grupo H           | Beşiktaş           | 0–1       | 0–2    | 4º Lugar    |
| 2015-16   | UEFA Europa League    | Grupo H           | Lokomotiv Moscow   | 0–3       | 0–2    | 4º Lugar    |
| 2015-16   | UEFA Europa League    | Grupo H           | Sporting CP        | 3–0       | 1–5    | 4º Lugar    |
| 2017-18   | UEFA Europa League    | 1ª Clasificatoria | Sant Julià         | 1–0       | 5–0    | 6–0         |
| 2017-18   | UEFA Europa League    | 2ª Clasificatoria | Kairat             | 2–0       | 1–1    | 3–1         |
| 2017-18   | UEFA Europa League    | 3ª Clasificatoria | Mladá Boleslav     | 2–1 (aet) | 1–2    | 3–3 (2–1 p) |
| 2017-18   | UEFA Europa League    | Playoff           | Dinamo Zagreb      | 0–0       | 1–1    | 1–1 (a)     |
| 2017-18   | UEFA Europa League    | Grupo B           | Dynamo Kiev        | 3–2       | 1–3    | 4º Lugar    |
| 2017-18   | UEFA Europa League    | Grupo B           | Partizan           | 0–0       | 0–2    | 4º Lugar    |
| 2017-18   | UEFA Europa League    | Grupo B           | Young Boys         | 1–1       | 1–2    | 4º Lugar    |

### Récord Europeo
| Torneo                | Apariciones | J  | G  | E | P  | GF | GC |
| UEFA Champions League | 4           | 10 | 3  | 3 | 4  | 6  | 15 |
| UEFA Europa League    | 3           | 20 | 7  | 5 | 9  | 23 | 28 |
| Total                 | 9           | 37 | 13 | 8 | 16 | 41 | 53 |

## Otros torneos internacionales
| Temporada | Torneo               | Grupo | País       | Club              | Casa | Visita | Global |
| --------- | -------------------- | ----- | ---------- | ----------------- | ---- | ------ | ------ |
| 1978      | Copa de los Balcanes | B     | Grecia     | Aris Thessaloniki | 2–0  | 0–2    | 2–2    |
| 1978      | Copa de los Balcanes | B     | Yugoslavia | HNK Rijeka        | 1–0  | 0–6    | 1–6    |

### Récord
| Torneo               | J | G | E | P | GF | GC | GD |
| -------------------- | - | - | - | - | -- | -- | -- |
| Copa de los Balcanes | 4 | 2 | 0 | 2 | 3  | 8  | -5 |